# رالف جارفيس
رالف جارفيس (بالإنجليزية: Ralph Jarvis)‏ هو لاعب كرة قدم أمريكية أمريكي، ولد في 1 يونيو 1965 في فيلادلفيا في الولايات المتحدة.

## وصلات خارجية
- رالف جارفيس على موقع مرجع كرة القدم المحترفة.كوم (الإنجليزية)
- رالف جارفيس على موقع JustSportsStats.com (الإنجليزية)